# Euplectes afer
Euplectes afer là một loài chim trong họ Ploceidae.

## Hình ảnh

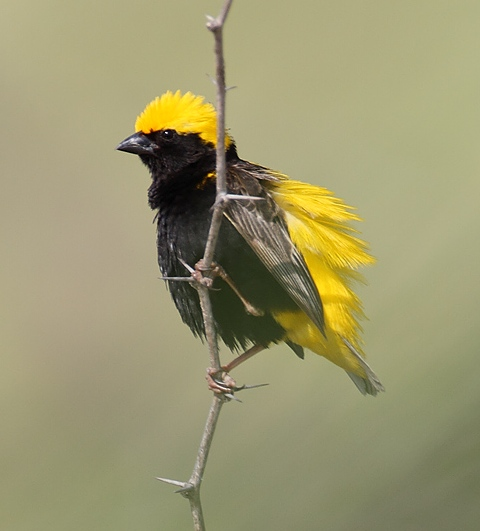
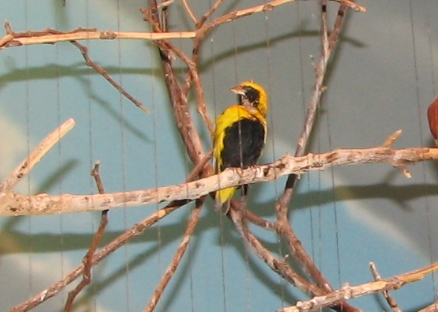